# Saint Potit
Potit (en latin : Potitus), né à Sardica, dans la province romaine de Thrace (future Dacie Inférieure) et mort vers 160, est un adolescent païen converti au christianisme et martyrisé sous Antonin le Pieux. Il est vénéré comme saint par l'Église catholique.

## Biographie
Potit appartenait à une très riche famille païenne de la Thrace, future Dacie Inférieure, devenue province romaine en 107 après la conquête de Trajan. Les diverses hagiographies traitent à son égard de miracles. Il aurait en particulier sauvé de la folie Agnès, la fille d'Antonin le Pieux, selon une Passio Sancti Potiti du IXe siècle. Pour avoir refusé d'abjurer le christianisme, Potit est livré aux lions, mais ceux-ci restent dociles. Le jeune garçon est alors jeté dans de l'huile bouillante dont il sort indemne, pour avoir finalement la tête tranchée in odium fidei.

## Culte
Il est vénéré comme saint et martyr par l'Église et il est le patron principal de Tricarico et du diocèse homonyme. Son culte s'est largement diffusé au Moyen Âge à Naples, à Capoue et dans le Bénévent. Sa mémoire liturgique est fixée au 14 janvier. Ses reliques sont conservées à Tricarico, dans la cathédrale Santa Maria Assunta. Saint Potit est également le patron principal de la ville d'Ascoli Satriano et du diocèse de Cerignola-Ascoli Satriano. La ville d'Ascoli Satriano possède une église qui lui est dédiée, et l'ancienne cathédrale, un reliquaire en forme de buste en argent qui conserve un morceau de son cubitus. Ce reliquaire est porté en procession dans la ville le jour de sa fête et entre le 18 et 20 août. À la fin de ce jour de fête, on brûle le ciuccio, ce qui donne lieu à des réjouissances. Une église de Naples lui est dédiée, l'église San Potito. Les bénédictins qui la desservaient obtinrent du pape Clément XII un office spécial en son honneur, dont les hymnes ont été éditées par les bollandistes.

## Patronage
- Ascoli Satriano
- San Potito Sannitico
- San Potito Ultra
- Tricarico
- Diocèse de Cerignola-Ascoli Satriano
- Diocèse de Tricarico